# Подчервоне
Подчервоне (пол. Podczerwone) — село в Польщі, у гміні Чорний Дунаєць Новотарзького повіту Малопольського воєводства.
Населення — 984 особи (2011).
У 1975-1998 роках село належало до Новосондецького воєводства.

## Демографія
Демографічна структура станом на 31 березня 2011 року:
|          | Загалом | Допрацездатний вік | Працездатний вік | Постпрацездатний вік |
| -------- | ------- | ------------------ | ---------------- | -------------------- |
| Чоловіки | 474     | 101                | 315              | 58                   |
| Жінки    | 510     | 84                 | 324              | 102                  |
| Разом    | 984     | 185                | 639              | 160                  |